# Denis Guiot
Œuvres principales
- Dictionnaire de la science-fiction
- La Science-fiction

Denis Guiot, né en 1948 à Toulon, est un critique littéraire, éditeur et écrivain français. Il est diplômé de l'École nationale supérieure d'Arts & Métiers.

## Biographie
Il fut d'abord enseignant dans un lycée parisien. Passionné de science-fiction depuis l’âge de 22 ans, il est critique littéraire, auteur de deux dictionnaires sur la SF, anthologiste et spécialiste de SF jeunesse. Il a dirigé jusqu'en 2007 la collection « Autres Mondes » des éditions Mango, qu’il a créée en octobre 2000.
Il est actuellement directeur de la collection « Soon » des éditions Syros et codirecteur avec Constance Joly-Girard sur la collection des 15/20 du groupe EuropaCorp de Luc Besson.

## Œuvres
- Dictionnaire de la science-fiction, Le Livre de poche, 1998Écrit avec Alain Laurie et Stéphanie Nicot.
- La Science-fiction, Solar, 1987Écrit avec Jean-Pierre Andrevon et George W. Barlow.